# Patan (Gudźarat)
Patan – miasto w Indiach, w stanie Gudźarat. W 2011 roku liczyło 133 737 mieszkańców.